# José Macías
Jose Macias (1893 – 1966. április 10.) argentin nemzetközi labdarúgó-játékvezető. Születési idejét a források különböző időpontokra adják meg. Polgári foglalkozása hivatásos játékvezető, labdarúgóedző és újságíró.

## Pályafutása

### Nemzeti játékvezetés
1927-ben vizsgázott, 1927-1930 között a Primera División (AAAF), 1931-1934 között a Primera División (LAF), majd 1935-1949 között a Primera División játékvezetője. Az I. Liga játékvezetőjeként 1949-ben vonult vissza. Működésének idején Argentína és Dél-Amerika egyik legjobb játékvezetője volt. Superclásicót 11 alkalommal irányíthatott. Több mint 400 mérkőzést vezetett.

### Nemzetközi játékvezetés
Az Argentin labdarúgó-szövetség Játékvezető Bizottsága (JB) terjesztette fel nemzetközi játékvezetőnek, a Nemzetközi Labdarúgó-szövetség (FIFA) 1928-tól tartotta nyilván bírói keretében. A FIFA JB központi nyelvei közül a spanyolt beszélte.  Több nemzetek közötti válogatott és klubmérkőzést vezetett, vagy működő társának partbíróként segített. Az aktív nemzetközi játékvezetéstől 1949-ben búcsúzott. Válogatott mérkőzéseinek száma: 31.

#### Labdarúgó-világbajnokság
A világbajnoki döntőkhöz vezető úton Uruguayban rendezték az I., az 1930-as labdarúgó-világbajnokságot, ahol a FIFA JB játékvezetőként alkalmazta. 1930. július 13-án, vasárnap 15 órakor került sor a világbajnokságok történetének első nyitómérkőzéseire. A kor előírásainak megfelelően a nem működő játékvezető más játékvezetők mérkőzésén partbíróként (Paraguay-Belgium) tevékenykedett. Világbajnokságokon vezetett mérkőzéseinek száma: 2 + 1 (partjelzés)

##### 1930-as labdarúgó-világbajnokság

###### Világbajnoki mérkőzés
| Időpont          | Helyszín                                | Mérkőzés típusa              | Mérkőzés                  | Eredmény | Nézők száma |
| ---------------- | --------------------------------------- | ---------------------------- | ------------------------- | -------- | ----------- |
| 1930. július 13. | Estadio Gran Parque Central, Montevideo | nyitómérkőzés (4. csoport)   | Amerika–Belgium           | 3 – 0    | 18 346      |
| 1930. július 17. | Estadio Gran Parque Central, Montevideo | csoportmérkőzés (4. csoport) | Egyesült Államok–Paraguay | 3 – 0    | 18 036      |

#### Copa América
Argentína a 14., az 1937-es Copa América, Chile a 17., az 1941-es Copa América, Uruguay a 17., az 1942-es Copa América, Chile a 18., az 1945-ös Copa América, valamint Argentína a 19., az 1946-os Copa América torát rendezte, ahol a Dél-amerikai Labdarúgó-szövetség (CONMEBOL) JB bírókánt foglalkoztatta. 1937-ben kezdte meg részvételét a Campeonato Sudamericano de Football Association (a Copa America elődje) tornasorozatban, ahol 25 mérkőzés vezetésével rekorder.

##### 1937-es Copa América

###### CONCACAF-aranykupa mérkőzés
| Időpont          | Helyszín                                 | Mérkőzés típusa | Mérkőzés          | Eredmény | Nézők száma |
| ---------------- | ---------------------------------------- | --------------- | ----------------- | -------- | ----------- |
| 1937. január 3.  | Alberto J. Armando Stadion, Buenos Aires | csoportmérkőzés | Brazília–Chile    | 6 – 4    | 20 000      |
| 1937. január 10. | Alberto J. Armando Stadion, Buenos Aires | csoportmérkőzés | Uruguay–Chile     | 0 – 3    | 18 000      |
| 1937. január 13. | Alberto J. Armando Stadion, Buenos Aires | csoportmérkőzés | Brazília–Paraguay | 5 – 0    | 20 000      |
| 1937. január 19. | Alberto J. Armando Stadion, Buenos Aires | csoportmérkőzés | Brazília–Uruguay  | 3 – 2    | 35 000      |
| 1937. január 21. | Alberto J. Armando Stadion, Buenos Aires | csoportmérkőzés | Peru–Chile        | 2 – 2    | 8000        |

##### 1941-es Copa América

###### CONCACAF-aranykupa mérkőzés
| Időpont           | Helyszín                                     | Mérkőzés típusa | Mérkőzés      | Eredmény | Nézők száma |
| ----------------- | -------------------------------------------- | --------------- | ------------- | -------- | ----------- |
| 1941. február 2.  | Estadio Nacional de Chile, Santiago de Chile | csoportmérkőzés | Chile–Ecuador | 5 – 0    | 40 000      |
| 1941. február 9.  | Estadio Nacional de Chile, Santiago de Chile | csoportmérkőzés | Chile–Peru    | 1 – 0    | 70 000      |
| 1941. február 16. | Estadio Nacional de Chile, Santiago de Chile | csoportmérkőzés | Uruguay–Chile | 2 – 0    | 70 000      |
| 1941. február 26. | Estadio Nacional de Chile, Santiago de Chile | csoportmérkőzés | Uruguay–Peru  | 20 000   |             |

##### 1942-es Copa América

###### CONCACAF-aranykupa mérkőzés
| Időpont          | Helyszín                       | Mérkőzés típusa | Mérkőzés          | Eredmény | Nézők száma |
| ---------------- | ------------------------------ | --------------- | ----------------- | -------- | ----------- |
| 1942. január 10. | Estadio Centenario, Montevideo | csoportmérkőzés | Uruguay–Chile     | 6 – 1    | 40 000      |
| 1942. január 18. | Estadio Centenario, Montevideo | csoportmérkőzés | Paraguay–Peru     | 1 – 1    | 10 000      |
| 1942. január 31. | Estadio Centenario, Montevideo | csoportmérkőzés | Brazília–Ecuador  | 5 – 1    | 40 000      |
| 1942. február 1. | Estadio Centenario, Montevideo | csoportmérkőzés | Uruguay–Peru      | 3 – 0    | 40 000      |
| 1942. február 5. | Estadio Centenario, Montevideo | csoportmérkőzés | Brazília–Paraguay | 1 – 1    | 15 000      |
| 1942. február 7. | Estadio Centenario, Montevideo | csoportmérkőzés | Chile–Peru        | 0 – 0    | 70 000      |

##### 1945-ös Copa América

###### CONCACAF-aranykupa mérkőzés
| Időpont           | Helyszín                                     | Mérkőzés típusa | Mérkőzés         | Eredmény | Nézők száma |
| ----------------- | -------------------------------------------- | --------------- | ---------------- | -------- | ----------- |
| 1945. január 14.  | Estadio Nacional de Chile, Santiago de Chile | csoportmérkőzés | Chile–Ecuador    | 6 – 3    | 65 000      |
| 1945. január 28.  | Estadio Nacional de Chile, Santiago de Chile | csoportmérkőzés | Brazília–Bolívia | 2 – 0    | 28 000      |
| 1945. január 31.  | Estadio Nacional de Chile, Santiago de Chile | csoportmérkőzés | Chile–Uruguay    | 1 – 0    | 65 000      |
| 1945. február 7.  | Estadio Nacional de Chile, Santiago de Chile | előselejtező    | Brazília–Uruguay | 3 – 0    | 60 000      |
| 1945. február 18. | Estadio Nacional de Chile, Santiago de Chile | csoportmérkőzés | Chile–Uruguay    | 1 – 0    | 65 000      |
| 1945. február 21. | Estadio Nacional de Chile, Santiago de Chile | csoportmérkőzés | Brazília–Ecuador | 9 – 2    | 22 000      |

##### 1946-os Copa América

###### CONCACAF-aranykupa mérkőzés
| Időpont          | Helyszín                                          | Mérkőzés típusa | Mérkőzés          | Eredmény | Nézők száma |
| ---------------- | ------------------------------------------------- | --------------- | ----------------- | -------- | ----------- |
| 1946. január 16. | Libertadores de América Stadion, Avellaneda       | csoportmérkőzés | Brazília–Bolívia  | 3 – 0    | 50 000      |
| 1946. január 26. | Monumental Antonio Vespucio Liberti, Buenos Aires | csoportmérkőzés | Paraguay–Bolívia  | 4 – 2    | 80 000      |
| 1946. január 29. | Libertadores de América Stadion, Avellaneda       | csoportmérkőzés | Brazília–Paraguay | 1 – 1    | 30 000      |
| 1946. február 8. | Gasómetro Stadion, Buenos Aires                   | csoportmérkőzés | Chile–Bolívia     | 4 – 1    | 18 000      |

## Sportvezetőként
1931-ben részt vett az első argentin bajnokság, a Professional Edition, valamint a Liga Argentina de Football szervezésében. Aktív pályafutását befejezve az Atlanta Athletic Club technikai igazgatójaként (edző) tevékenykedett.

## Kapcsolódó szócikk
- Labdarúgó-játékvezetők listája